# Нове Широково
Нове Широ́ково (рос. Новое Широково, марій. Новое Широково) — присілок у складі Медведевського району Марій Ел, Росія. Входить до складу Люльпанського сільського поселення.

## Населення
Населення — 19 осіб (2010; 27 у 2002).
Національний склад (станом на 2002 рік):
- росіяни — 85 %